# ميغان أورورك
ميغان أورورك (بالإنجليزية: Meghan O'Rourke)‏ (26 يناير 1976، بروكلين في الولايات المتحدة)؛ كاتِبة وشاعرة أمريكية. درست في جامعة ييل.

## الجوائز
- زمالة غوغنهايم